# 野口英盛
野口 英盛（のぐち ひでもり、1980年2月22日 - ）は、日本の陸上競技選手、指導者。専門は長距離走。大阪府出身。[兵庫]清和台中学卒業。清風高等学校、順天堂大学スポーツ健康科学部卒業。その後富士通を経て、競技生活引退後、積水化学女子陸上部監督。

## 経歴・人物
1998年、順天堂大学に進学した。同学年の岩水嘉孝、坂井隆則、奥田真一郎、入船満（カネボウに所属する入船敏の実弟）と共に順大クインテットと呼ばれた。1年時は故障に悩まされたが、2年時の関東インカレハーフマラソンでは1時間6分12秒を記録して5位に入賞、日本インカレでも4位に入賞した。初の大学駅伝となった第11回出雲駅伝4区（5.6 km）では区間賞を獲得し、順天堂大学の初優勝に貢献した。第31回全日本大学駅伝でも、6区（12.3 km）で区間2位と好走した。2000年の第76回箱根駅伝で4区で区間賞を獲得、3人をかわして先頭で襷を渡した。3年時、第12回出雲駅伝で5区を任されて区間3位となった。第32回全日本大学駅伝では4区を任され区間賞を獲得した。2001年の第77回箱根駅伝では2年連続の4区を任され、強い向かい風の影響や自身は体調不良を抱えており前年度よりはペースが落ちながらも区間賞を獲得。順天堂大学は最終的に10区で逆転して優勝を飾り、1990年の大東文化大学以来10年ぶり2度目の大学駅伝3冠を達成した。
2001年の第33回全日本大学駅伝では7区で神奈川大学の友納由博が持っていた区間記録を44秒更新する34分26秒を記録した。2002年の第78回箱根駅伝では、エースで主将の岩水が肺気胸による入院のために欠場したことから、急遽5区を任されることになったが、区間2位の神奈川大学・吉村尚悟に1分差をつけて3年連続の区間賞を獲得した。
5000m、10000mで突出した記録を持たなかったが、各大学駅伝で数度区間賞を獲得しハーフマラソンでは1時間01分55秒の日本人学生歴代3位を記録した。初マラソンとなった第57回びわ湖毎日マラソンでは9位と好走するなどロードに強い傾向があったことから、将来を背負うマラソン選手として注目されていた。2002年5月、第11回世界ハーフマラソン選手権に日本代表として出場し54位となった。富士通入社後はひざの故障などで伸び悩み、2007年4月をもって現役を引退し退社した。その後は指導者への道を歩み、積水化学女子陸上部のコーチ、監督代行を経て、監督に就任した。

## 主な戦績
- 1997年 第2回全国都道府県対抗男子駅伝競走大会 4区区間13位 21分59秒
- 1998年 第3回全国都道府県対抗男子駅伝競走大会 4区区間6位 21分42秒
- 1999年 第11回出雲駅伝 4区区間賞 16分06秒
- 1999年 第31回全日本大学駅伝 6区区間2位 36分42秒
- 2000年 第76回箱根駅伝 4区区間賞 1時間02分14秒
- 2000年 第5回全国都道府県対抗男子駅伝競走大会 3区区間7位 24分23秒
- 2000年 第12回出雲駅伝 5区区間3位 21分27秒
- 2000年 第32回全日本大学駅伝 4区区間賞 41分16秒
- 2001年 第77回箱根駅伝 4区区間賞 1時間06分00秒
- 2001年 第6回全国都道府県対抗男子駅伝競走大会 3区区間8位 24分27秒
- 2001年 第55回丸亀ハーフマラソン 優勝 1時間02分28秒
- 2001年 第13回出雲駅伝 3区区間5位 25分31秒
- 2001年 第33回全日本大学駅伝 7区区間賞 34分26秒（区間新記録）
- 2002年 第78回箱根駅伝 5区区間賞 1時間12分32秒
- 2002年 第7回全国都道府県対抗男子駅伝競走大会 3区区間5位 24分17秒
- 2002年 第56回丸亀ハーフマラソン 4位 1時間01分55秒
- 2002年 第57回びわ湖毎日マラソン 9位 2時間11分20秒

## 自己記録
- 5000m - 13分47秒61（2002年：ゴールデンゲームズinのべおか）
- 10000m - 28分27秒11（2004年：八王子ロングディスタンス）
- ハーフマラソン - 1時間01分55秒（2002年：丸亀ハーフマラソン)
- マラソン - 2時間11分20秒（2002年：びわ湖毎日マラソン）